# Смертная казнь в Беларуси
Смертная казнь в Беларуси (бел. Смяротнае пакаранне ў Беларусі) — исключительная мера наказания, применяемая судами страны за некоторые особо тяжкие преступления, сопряжённые с умышленным лишением жизни человека при отягчающих обстоятельствах. Согласно законодательству страны, может быть назначена мужчинам, совершившим преступление после наступления 18-летнего возраста и не достигшим к моменту вынесения приговора 65 лет, производится путём расстрела.
Беларусь является единственной страной в Европе и СНГ, в которой применяется смертная казнь. Применение смертной казни регулярно подвергается критике со стороны Европейского союза, ПАСЕ и других международных организаций; согласно опросам за период с 2016 по 2020 год, только треть граждан Беларуси выступают за использование этой меры наказания. Президент страны Александр Лукашенко открыто поддерживает высшую меру наказания как «сдерживающий фактор». Из-за отсутствия моратория на смертную казнь Беларусь не входит в Совет Европы, в связи с чем граждане страны не могут жаловаться в Европейский суд по правам человека.
С 2000 года количество смертных приговоров, выносимых белорусскими судами, постепенно сокращается. За период с 1990 по 2021 годы в стране было расстреляно свыше 400 приговорённых, известны только три случая помилования (то есть замены на пожизненное лишение свободы) (Сергей Протираев и братья Илья и Станислав Костевы) и один случай смягчения приговора президиумом Верховного суда Беларуси до 15 лет лишения свободы (Дмитрий Хархаль, освободился досрочно, отбыв в заключении 14 лет).

## История

### Независимая Беларусь

Дмитрий Коновалов и Владислав Ковалёв

Смертная казнь применялась в СССР. С его распадом и выделением Беларуси в суверенное государство эта мера наказания была сохранена. На вопрос проведённого в ноябре 1996 года республиканского референдума «Поддерживаете ли Вы отмену смертной казни в Республике Беларусь?» 80,44 % проголосовавших (почти 5 миллионов человек) ответило отрицательно и только 17,93 % (чуть более миллиона) — положительно. В то время помимо расстрела максимальным наказанием было 15 лет лишения свободы, однако в 1997 году были введены возможные 25-летний срок и пожизненное заключение. Тем не менее суды продолжали выносить и смертные приговоры. В 1990-е годы их количество доходило до 47 в год.
Социологические опросы государственных и независимых исследователей в 2020 году показали, что 35 % опрошенных поддерживают смертную казнь. Президент Александр Лукашенко утверждает, что «Референдум ввёл смертную казнь в Беларуси, только референдум может её отменить». Однако, эксперты и правозащитники убеждены в обратном: по их мнению, подобное решение на голосование выносить нельзя, так как люди склонны принимать решения эмоционально. Наличие смертной казни лишь «раскручивает спираль ненависти», давая обществу сигнал, что убийство приемлемо. Кроме того, власти часто не прислушиваются к общественному мнению, например, введя закон о тунеядстве, против которого было большинство белорусов. Сторонники отмены высшей меры наказания отмечают также, что она позволила бы снизить расходы на обслуживание госдолга как минимум на 200 млн $ ежегодно.
Евросоюз неоднократно осуждал применение смертной казни в Беларуси и постоянно призывает власти страны отказаться от неё. Как первый шаг в сторону отмены предлагается ввести мораторий на её применение. Движению Беларуси в сторону интеграции с Евросоюзом препятствует наличие смертной казни, поскольку она не соответствует минимальным стандартам прав человека, базовых для европейского сообщества. Из-за отсутствия моратория на неё Беларусь не входит в Совет Европы, правительство неоднократно использовало этот вопрос как предмет политического торга. Например, после введения в 2010 году ограничительных мер ЕС в отношении Минска и 169 политиков, в стране наблюдалось сдерживание числа смертных приговоров. Сразу после отмены санкций в 2016 году было проведено 4 казни.
В январе 2021 года МВД страны анонсировало внесение изменений в Уголовный кодекс, в числе которых называлось введение моратория на смертную казнь. Однако уже в мае Александр Лукашенко подписал закон «Об изменении кодексов по вопросам уголовной ответственности», после чего вопрос об отмене смертной казни снова отложили, как минимум до референдума по изменениям в конституции в феврале 2022.

### Приговорённые
За время существования независимой Республики Беларусь были расстреляны несколько сотен человек. В их числе серийные убийцы Игорь Миренков, осуждённый за изнасилование и убийство 6 мальчиков, убивший 5 человек Эдуард Лыков, и Александр Сергейчик, признанный виновным в убийстве 6 человек. В 1998 году был расстрелян Иван Фомин, обвинённый в жестоком убийстве таксиста. Его вина до сих пор подвергается сомнению — утверждается, что он оговорил себя под угрозой убийства матери и сестры. Интерес к делу Фомина возродился в 2012 году во время работы над документальным фильмом «Убыл по приговору». Правозащитники взяли интервью у Олега Алкаева, который был в то время основным исполнителем смертных приговоров. Алкаев заявил: «Все знали, что он [Фомин] взял на себя чужую вину и оговорил себя во время следствия и суда».
С 2000 года количество смертных приговоров значительно снизилось и колеблется в рамках от 0 до 5 человек в год. Всплеск 2006 года, когда было вынесено 9 смертных приговоров, позже приведённых в исполнение, связан с вызвавшем широкий общественный резонанс делом так называемой «банды Сергея Морозова» — последней крупной ОПГ, существовавшей в Беларуси с 1990-х годов. По этому делу было вынесено сразу три смертных приговора, позже два основных лидера преступной группировки — Сергей Морозов и Игорь Данченко — были впервые в истории независимой Беларуси приговорены к смертной казни повторно, а также лишены права на обжалование приговора.
Широкий резонанс вызвало назначение высшей меры наказания Владиславу Ковалёву и Дмитрию Коновалову в 2011 году. Их признали виновными в организации серии террористических акций, в том числе теракта в Минском метрополитене, повлёкшего гибель 15 человек. Ковалёв был фактически обвинён в недонесении о преступлении, не признал вину, защищался в суде, подал прошение о помиловании, которое было отклонено президентом Лукашенко в связи с «исключительной опасностью и тяжестью последствий для общества от совершённых преступлений». Коновалов за всё время разбирательств произнёс только одну фразу. Правозащитники утверждали, что процесс проходил поспешно и с многочисленными нарушениями. Приговор был приведён в исполнение спустя всего 4 месяца после вынесения. Лукашенко отрицал обвинения, заявляя, что процесс проходил прозрачно на глазах ФСБ России и Интерпола. Защита не успела даже подать надзорную жалобу. Правозащитники отметили, что число сторонников смертной казни в стране значительно снизилось после дела Коновалова и Ковалёва.
В ноябре 2018 года были расстреляны 2 «чёрных риелтора» Семён Бережной и Игорь Гершанков, которые в составе банды из 4 человек совершили 6 жестоких убийств. «Международная амнистия» осудила исполнение приговора. Ранее, в том же году, к расстрелу были приговорены Александр Жильников и Вячеслав Сухарко, совершившие убийство трёх человек. Несмотря на то, что секретарь Совета Европы Торбьёрн Ягланд призвал руководство страны помиловать осуждённых, приговоры были приведены в исполнение в июне 2019 года.
Первый в 2019 году смертный приговор вынесен 9 января: безработный ранее судимый бобруйчанин Александр Осипович (36 лет) приговорён к исключительной мере наказания за убийство двух девушек с особой жестокостью. Приговор приведён в исполнение 17 декабря того же года. 30 июля 2019 года за совершение двойного убийства был приговорён к смертной казни 49-летний рецидивист Виктор Павлов. 13 мая 2021 года приговор в отношении Павлова был приведён в исполнение. 25 октября 2019 года за соучастие в убийстве 8-месячного ребёнка к смертной казни был приговорён 48-летний Виктор Сергель.
10 января 2020 года Могилёвским областным судом за совершение в апреле 2019 года убийства с особой жестокостью к смертной казни были приговорены братья Станислав и Илья Костевы 19 и 21 года, при этом их дело прокомментировал лично Александр Лукашенко, заявив, что они «подонки». Костевых забрали от матери в детский дом в подростковом возрасте. Погибшая учительница была соседкой семьи, она неоднократно вступала в конфликт с братьями, заявляла на семью в органы опеки и угрожала Костевым отправить их племянников в детский дом. В ходе следствия братья раскаивались, просили прощения у родственников убитой ими женщины, младший брат пытался покончить с собой. Сестра Анна собирала подписи белорусов под петиций с прошением о замене смертной казни на пожизненное заключение. 30 апреля 2021 года матери Костевых сообщили в СИЗО, что Илья и Станислав помилованы и переведены в тюрьму № 8 в Жодино.
6 марта 2020 года Минский областной суд за совершение в январе 2019 года убийства двух и покушения на убийство третьего пенсионера приговорил к смертной казни 29-летнего Виктора Скрундика. 30 июня 2020 года Верховный суд Беларуси отменил смертный приговор Скрундику, однако уже 15 января 2021 года при повторном рассмотрении дела в Минском областном суде обвиняемый повторно был приговорён к смертной казни. 4 мая 2021 года Верховный суд Беларуси оставил приговор в силе. В феврале 2023 года появилась информация, что Скрундик был казнён 16 июля 2022 года.
19 октября 2023 года выездная коллегия Минского областного суда за убийство 3-летнего сына с особой жестокостью приговорила к смертной казни 48-летнего Александра Таратутту.
24 июня 2024 года в Минске к смертной казни приговорили 30-летнего гражданина Германии Рико Кригера, сотрудника красного креста. О приговоре Кригеру стало известно почти месяц спустя. По данным правозащитного центра «Весна», его обвинили по шести тяжким статьям УК РБ, в том числе в акте терроризма и приготовлении к наемничеству. 30 июля 2024 года Александр Лукашенко помиловал гражданина Германии Рико Криегера, после чего 1 августа 2024 года он был обменян.

## Назначение
В Конституции Республики Беларусь (ст. 24) указано: «Смертная казнь до её отмены может применяться в соответствии с законом, как исключительная мера наказания за особо тяжкие преступления и только согласно приговору суда». Смертная казнь не может быть назначена женщинам, лицам, совершившим преступления в возрасте до восемнадцати лет, и мужчинам, достигшим ко дню постановления приговора шестидесяти пяти лет. До 1994 года круг таких лиц ограничивался несовершеннолетними и беременными женщинами. С января 2015 года вступили поправки в Уголовный кодекс, согласно которому обвиняемый, активно сотрудничающий со следствием (чистосердечное признание не относится к такому сотрудничеству), может быть приговорён к пожизненному лишению свободы на основании соглашения с обвинением:44. Также, согласно решению суда 2000 года, президент Республики Беларусь своим указом де-юре имеет право в исключительных случаях отменять возрастные и половые ограничения на казнь (на индивидуальной основе до назчанения судом приговора или во время процесса апелляции), но только во время военного или чрезвычайного положения, режима контртеррористической операции либо режима повышенной готовности; на практике такие меры не применялись ни разу. В случае установления психического расстройства, лишающего осуждённого возможности отдавать себе отчёт в своих действиях, приговор к смертной казни в исполнение не приводится (ст. 176 Уголовно-исполнительного кодекса Республики Беларусь). Согласно Уголовному кодексу Беларуси 1999 года к смертной казни могут быть приговорены лица, признанные виновными в следующих преступлениях:
| статья УК РБ  | состав преступления | альтернативные наказания                                     |
| ------------- | --- | ------------------------------------------------------------ |
| ст. 122, ч.2  | развязывание либо ведение агрессивной войны | от 7 до 25 лет лишения свободы; пожизненное лишение свободы  |
| ст. 124, ч.2  | убийство представителя иностранного государства или международной организации с целью провокации международных осложнений или войны | от 10 до 25 лет лишения свободы; пожизненное лишение свободы |
| ст. 126       | международный терроризм | от 10 до 25 лет лишения свободы; пожизненное лишение свободы |
| ст. 127       | геноцид | от 12 до 25 лет лишения свободы; пожизненное лишение свободы |
| ст. 128       | преступления против безопасности человечества (депортация, незаконное содержание в заключении, обращение в рабство, массовое или систематическое осуществление казней без суда, похищение людей, за которым следует их исчезновение, пытки или акты жестокости, совершаемые в связи с расовой, национальной, этнической принадлежностью, политическими убеждениями и вероисповеданием гражданского населения) | от 7 до 25 лет лишения свободы; пожизненное лишение свободы  |
| ст. 134       | применение оружия массового поражения | от 10 до 25 лет лишения свободы; пожизненное лишение свободы |
| ст. 135, ч. 3 | умышленное убийство лиц, сдавших оружие или не имеющих средств защиты, раненых, больных, потерпевших кораблекрушение, медицинского, санитарного и духовного персонала, военнопленных, гражданского населения на оккупированной территории или в районе военных действий, иных лиц, пользующихся во время военных действий международной защитой                                                               | от 8 до 25 лет лишения свободы; пожизненное лишение свободы  |
| ст. 139, ч.2  | убийство с отягчающими обстоятельствами | от 8 до 25 лет лишения свободы; пожизненное лишение свободы  |
| ст. 289, ч.3  | терроризм, сопряжённый с убийством либо совершённый организованной группой | от 10 до 25 лет лишения свободы; пожизненное лишение свободы |
| ст. 356, ч.2  | измена государству, сопряжённая с убийством | от 10 до 25 лет лишения свободы; пожизненное лишение свободы |
| ст. 357, ч.3  | захват либо удержание государственной власти неконституционным путём, повлёкшие гибель людей либо сопряжённые с убийством | от 10 до 25 лет лишения свободы; пожизненное лишение свободы |
| ст. 359       | акт терроризма в отношении государственного или общественного деятеля | от 10 до 25 лет лишения свободы; пожизненное лишение свободы |
| ст. 360       | диверсия, совершённая организованной группой либо повлёкшую гибель людей или иные тяжкие последствия | от 10 до 25 лет лишения свободы; пожизненное лишение свободы |
| ст. 362       | убийство сотрудника органов внутренних дел | от 12 до 25 лет лишения свободы; пожизненное лишение свободы |

Ни одна из статей не требует обязательного смертного приговора:10. Более чем в 90 % случаев суды предпочитают назначать наказание в виде тюремного заключения. В 1993 году было отменено возможное наказание в виде высшей меры за экономические преступления. Чаще всего к смертной казни в Беларуси приговаривают за убийства двух или более лиц либо за убийство с особой жестокостью. Среди осуждённых сравнительно мала доля серийных убийц или же профессиональных убийц по найму, чаще причинами становятся бытовые конфликты в состоянии алкогольного опьянения. Большинство приговорённых к смертной казни ранее уже привлекалось к уголовной ответственности. В 2011 году был впервые вынесен смертный приговор по статье «терроризм». При этом возможность назначать смертную казнь за терроризм была добавлена в 1997 году.
В течение 10 суток после вынесения приговора или получения его копии осуждённый может опротестовать его в Верховном суде. Впрочем, приговор, как правило, остаётся без изменений. В 2013 году суд отправил на пересмотр дело Александра Грунова, убившего студентку 102 ударами ножа. После этого президент Беларуси Александр Лукашенко на встрече с генпрокурором заявил, что «не понимает, как такого человека земля носит». Приговор оставили в силе. В порядке помилования высшая мера наказания может быть заменена пожизненным лишением свободы. Правом помилования лиц, приговорённых к смертной казни, обладает Президент Республики Беларусь. В 2015 году Лукашенко сообщил, что помиловал за время своего нахождения на посту президента одного человека. По некоторым данным, этого человека звали Сергей Протираев (или Потираев), он работал агрономом и убил председателя колхоза из ревности, а позже утверждал, что его дело было сфабриковано. В 2021 году помилование братьев Костевых стало вторым случаем за историю независимой Беларуси.
Депутат Палаты представителей Республики Беларусь, бывший заместитель начальника управления КГБ по Минску и Минской области Пётр Атрощенко в мае 2018 года сообщил, что в последние годы в Беларуси всё чаще используется пожизненное лишение свободы как альтернатива смертной казни (7 приговоров в год), причём «пожизненники» находятся в отдельно оборудованных корпусах Жодинской тюрьмы № 8 и «ИК № 13» города Глубокое (Витебская область), на февраль 2019 года их число составляло 160 человек.

## Процедура

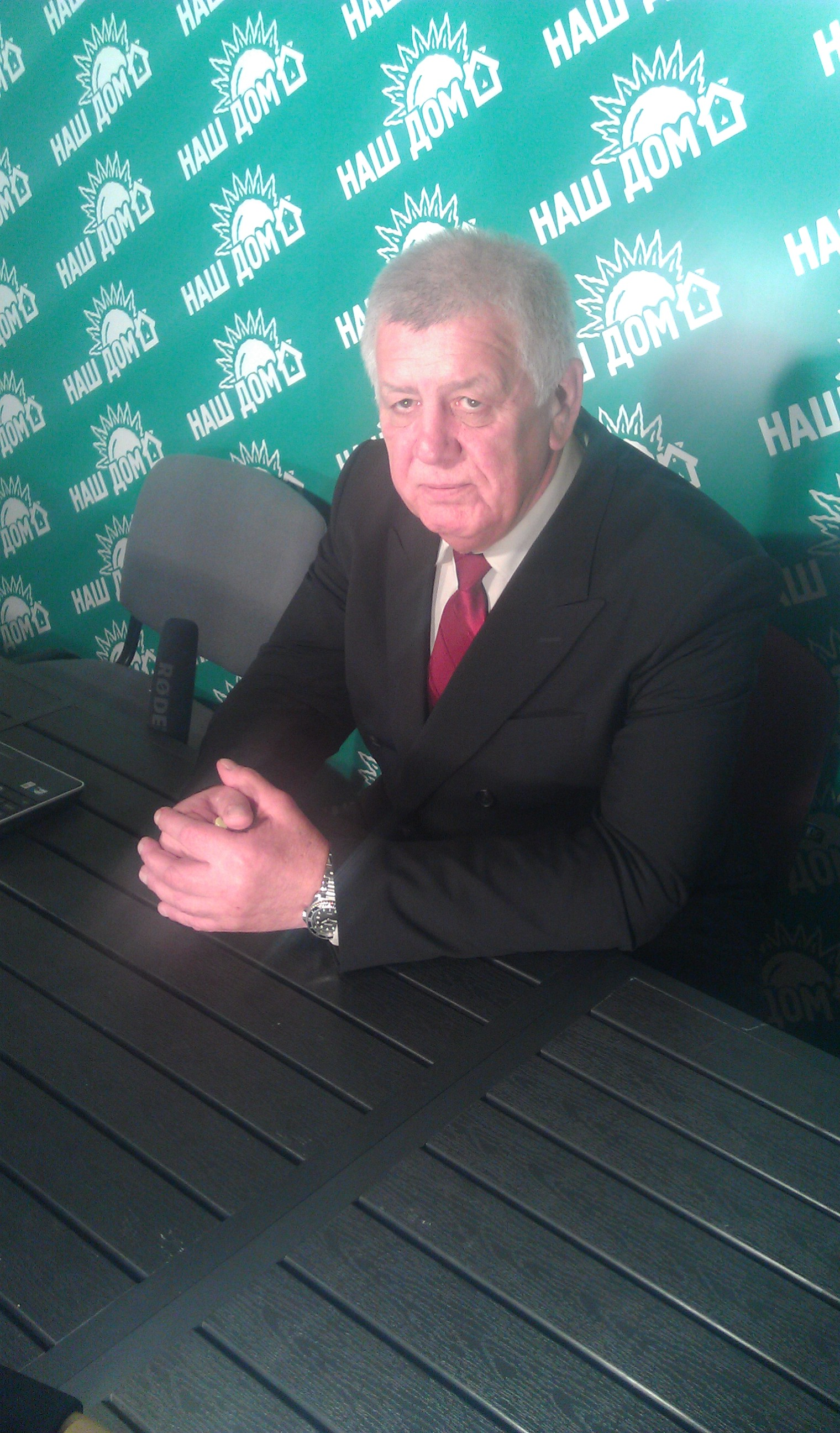
Олег Алкаев (2011 год)

Международные организации, например, Amnesty International, оценивают процедуру исполнения смертной казни в Беларуси как закрытую.
Приговорённые к смертной казни содержатся в СИЗО № 1 Минска (Пищаловском замке). Время, в течение которого осуждённый будет ждать расстрела, в законе не оговорено, но составляет, как правило, от 3 месяцев до года. Точная дата исполнения приговора хранится в секрете, в том числе от самого смертника, и известна только руководителю расстрельной команды. В день казни осуждённого проводят через подземный переход, уточняют анкетные данные, зачитывают акт отказа в помиловании (даже если приговорённый не писал прошение), завязывают глаза и ставят на колени. Смертная казнь осуществляется путём расстрела одиночным выстрелом в затылок из специального пистолета ПБ-9 (иногда несколько выстрелов). Помимо расстрельной команды, в комнате, отведённой для приведения приговора в исполнение, присутствуют прокурор и врач. Осуществляется казнь обычно ночью, чтобы другие заключённые не смогли определить личности палачей или же устроить бунт.
Бывший начальник СИЗО № 1 Олег Алкаев многократно присутствовал непосредственно на расстрелах и рассказал следующее:
…ожидание смерти — это страшная кара. Она вполне компенсирует те страдания, которые они (убийцы) причиняют жертве. Это для тех родственников, у которых погибли люди от рук убийц. Вот только об этом никто не знает, кроме участников расстрельного процесса… <…> Таким пессимистам, которые просят расстрелять, никто не отнимал права распорядиться личной жизнью по своему усмотрению. Сплети верёвку — из носков там, из трусов… и попрощайся с этой жизнью, никто же этого не делает. Человек, приговорённый к смертной казни, согласен жить без рук, без ног.
В 2006 году Алкаев опубликовал книгу «Расстрельная команда», где рассказал о процессе казни в Беларуси. По его воспоминаниям, расстрельная команда состояла из 10—13 человек, которых он лично подбирал по критериям психологической устойчивости и добросовестности, при этом отсеивал склонных к садизму. Попасть в эту команду стремились многие сотрудники, так как это обеспечивало повышения в звании и премии. По его словам, ранее осуждённых казнили в лесу, прямо у вырытых могил. К этому времени многие преступники уже были сломлены психологически и иногда даже не понимали, что происходит. По свидетельству Алкаева, из 134 казнённых за время его пребывания на посту начальника только четверо к моменту исполнения приговора были в нормальном сознании. В свидетельстве о смерти в графе «причина» ставится прочерк, или же отмечается «в связи с приведением приговора в исполнение»/«не установлена». Место захоронения тел не разглашается. Родственники могут определить, был бы приведён приговор в исполнение, только по косвенным признакам — обычно после казни осуждённого им отказывают предоставить информацию о его местонахождении. После того, как правозащитники стали добиваться для семей приговорённых права получать личные вещи, родственникам стали присылать тюремные робы. Матери Александра Грунова форму сына с отметкой ИМН (исключительная мера наказания) прислали раньше, чем уведомление о расстреле.
Комитет по правам человека ООН неоднократно отмечал, что условия содержания приговорённых, а также психологическое страдание, которому подвергаются их родственники, приравнивается к бесчеловечному обращению и пыткам.

## Статистика
За период с 1990 по 2020 год в Беларуси для более чем 400 человек был приведён в действие приговор к высшей мере наказания. По словам Лукашенко, до 2019 года его личным указом был помилован один человек, его личность достоверно не установлена. В первые годы независимости Беларуси ежегодно выносилось до 47 смертных приговоров. Начиная с 2000 года их количество резко пошло на спад и в 2000-е годы ежегодно по республике к смертной казни приговаривали не более 10 человек. В 2010-е годы ежегодно выносилось не более 5 смертных приговоров. Точное количество осуждённых не разглашается. В основном правозащитники узнают об исполнении приговоров от родственников осуждённых. Число смертных приговоров, вступивших в законную силу за 1990—2011 годы (по сведениям Минюста РБ):
- 1990 год — 20
- 1991 год — 21
- 1992 год — 24
- 1993 год — 20
- 1994 год — 24
- 1995 год — 37
- 1996 год — 29
- 1997 год — 46
- 1998 год — 47
- 1999 год — 13
- 2000 год — 4
- 2001 год — 7
- 2002 год — 4
- 2003 год — 4
- 2004 год — 5
- 2005 год — 2
- 2006 год — 9
- 2007 год — 4
- 2008 год — 2
- 2009 год — 2
- 2010 год — 2
- 2011 год — 3

В 2012—2014 годах число вынесенных смертных приговоров по данным Генеральной прокуратуры Республики Беларусь составило:
- 2012 год — 0
- 2013 год — 4
- 2014 год — 0

В 2015—2022 годах число вынесенных смертных приговоров составило:
- 2015 год — не менее 2 (по данным «Международной амнистии»)[44]:43
- 2016 год — 4 (по данным «Международной амнистии»)[63]
- 2017 год — от 3[1] до 5[51][64]
- 2018 год — 4[26]
- 2019 год — 3[65]
- 2020 год — 3
- 2021 год — 1
- 2022 год — 1[66]

## Критика и возможная отмена

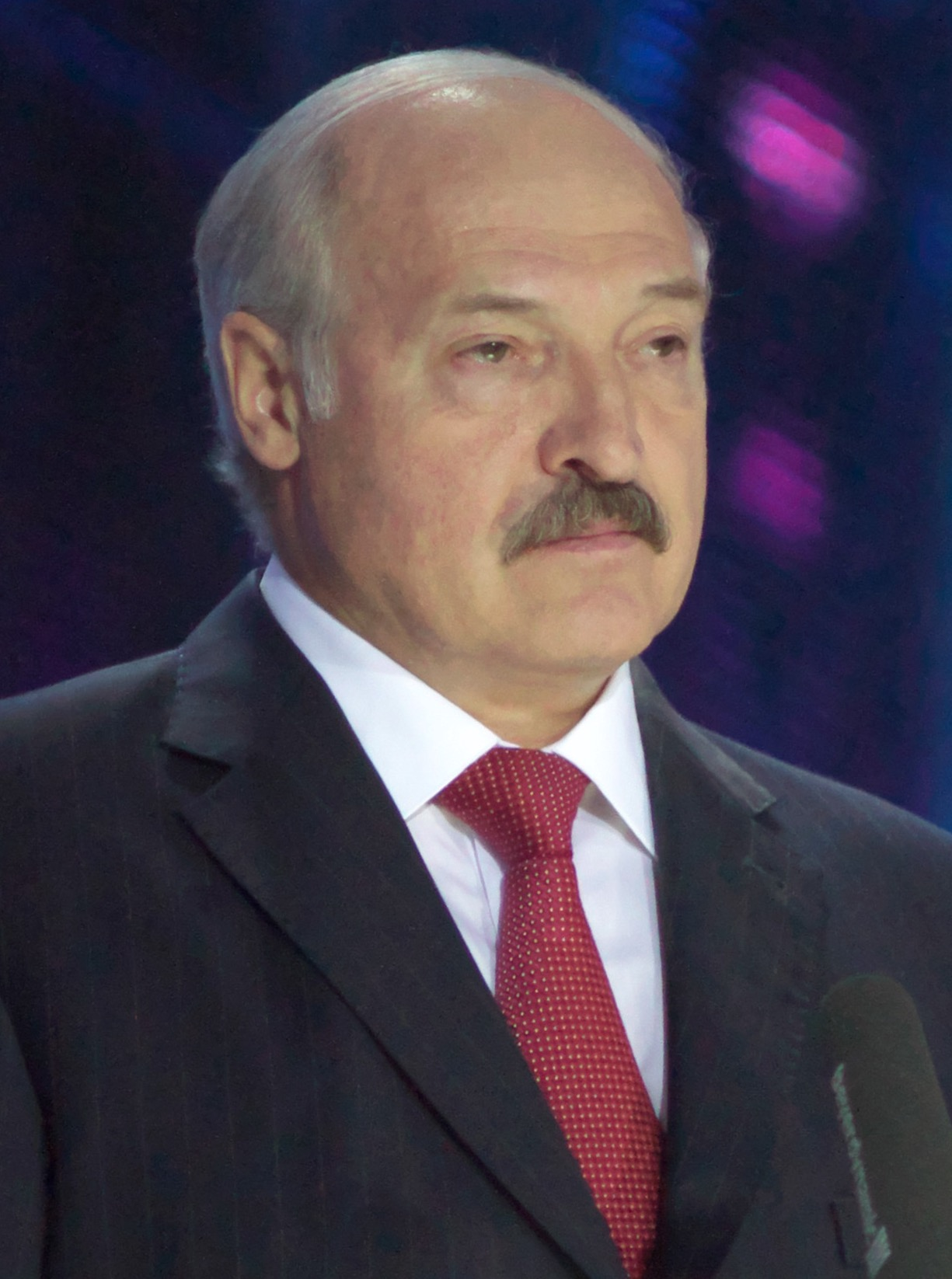
Президент Беларуси Александр Лукашенко

Применение высшей меры наказания регулярно подвергается осуждению со стороны различных международных организаций, в том числе Совета Европы и ПАСЕ, в которые Республика Беларусь не может войти по этой причине. Многие правозащитные организации требуют от правительства Беларуси отмены смертной казни или же наложения моратория на её применение. Сообщается, что многие приговоры были основаны на показаниях самих подозреваемых, находившихся под давлением, в том числе физическим, а суды выносят решения под влиянием вышестоящих органов. Власти отказываются выдавать останки казнённых родственникам и не сообщают место захоронения; кроме того, не разглашается точная информация о количестве приговорённых к расстрелу и исполнении приговоров:44.
С 1992 года Беларусь является участницей Факультативного протокола к Международному пакту о гражданских и политических правах, который даёт право Комитету ООН по правам человека принимать к рассмотрению индивидуальные жалобы от лиц, осуждённых белорусским судом. Комитет имеет право в случае получения жалобы обратиться к белорусским властям об отсрочке исполнения смертного приговора. В 2012 году он постановил, что применение высшей меры наказания в Беларуси нарушает права осуждённых и их родственников. Однако несмотря на протесты представителей Комитета, белорусские власти приводят в исполнение даже смертные приговоры, жалобы по которым ещё рассматриваются в Комитете. Например, в 2014 году в Беларуси были казнены П. Селюн и А. Грунов, несмотря на то, что они подали жалобы в Комитет и тот просил белорусские власти отложить исполнение их приговоров:38-39. В октябре 2015 года Комитет постановил, что казнь В. Юзепчука (расстрелянного в 2010 году) была нарушением его права на жизнь, его признание вины в преступлении было получено под пытками, а сам судебный процесс, завершившийся вынесением ему смертного приговора, не соответствовал критериям независимости и беспристрастности. В 2015 году белорусские власти, согласившись провести широкую общественную кампанию по отмене смертной казни, отвергли рекомендации Комитета: о введении моратория на исполнение смертных приговоров, о разрешении родственникам смертников посещать их перед расстрелом и о выдаче родственникам для погребения тел казнённых:44. Председатель постоянной комиссии по законодательству Палаты представителей Людмила Михалькова заявила в связи с этим, что отказ в выдаче тела «преследует цель обеспечения общественного спокойствия и безопасности, охраны общественного порядка, здоровья и нравственности, защиты прав и свобод других лиц».
В 2009 году правозащитный центр «Весна», Белорусский Хельсинкский комитет и Amnesty International запустили кампанию «Правозащитники против смертной казни». Её координатор Андрей Полуда высказал мнение, что преступления, за которые может быть вынесен смертный приговор, не отличаются по тяжести от тех, за которые назначают пожизненное лишение свободы. Также отмечается возможность судебной ошибки. Такое уже случалось в советской истории Беларуси: по делу серийного убийцы Геннадия Михасевича был расстрелян невиновный человек. Возможность ошибки усугубляется тем, что у правоохранительных органов есть план по раскрываемости преступлений, который может стать мотивом для оговора невиновного. Кроме того, отмечается, что статистические данные не подтверждают связь между применением смертной казни и падением уровня преступности. Опрос Независимого института социально-экономических и политических исследований в 2012 году показал, что треть белорусов выступала за полную отмену смертной казни (31,4 %), за мораторий — 31,9 % и 31,3 % хотели её сохранить.
В 2016 году в Минске состоялись две конференции по вопросу применения смертной казни. Был представлен доклад «Смертная казнь в Беларуси: убийства на (не)законных основаниях», где правозащитники отметили многочисленные нарушения прав человека при вынесении и исполнении смертного приговора. В 2017 году в Гродно представители нескольких международных организаций вновь обсудили высшую меру наказания. Тогда же в администрацию президента были поданы 18 тысяч подписей за отмену смертной казни, собранные в рамках глобальной акции Amnesty International.
Президент Александр Лукашенко в ответ на требования отмены смертной казни ссылался на результаты референдума 1996 года:
Нас призывают к отмене смертной казни. <...> Но против воли народа, подавляющая часть которого на референдуме высказалась за её сохранение, ни одно государство пойти не может.А. Лукашенко
«Но, во-первых, референдум 1996 года носил рекомендательный характер, во-вторых, за это время выросло целое поколение людей, которые тогда не голосовали; и наконец, по белорусскому законодательству отменить смертную казнь может как парламент — внести поправку в законодательство, так и единолично президент — подписав указ», — прокомментировал Полуда. Он сказал, что президент открыто поддерживает применение смертной казни и считает её сдерживающим фактором. Также Полуда сообщил, что написал письмо папе римскому Франциску с просьбой обратить внимание на ситуацию со смертной казнью в Беларуси.